# Federico Bikoro
Frederico Bicoro Akieme Nchama (Duala, Camerún, 17 de marzo de 1996), conocido como Fede Bikoro, es un futbolista camerunés con nacionalidad ecuatoguineana que juega como centrocampista para la selección de Guinea Ecuatorial.

## Trayectoria
Inició su andadura futbolística en el Akonangui F. C. de Guinea Ecuatorial en la temporada 2013 y la temporada siguiente jugaría en las filas del Sony Elá Nguema. 
En la temporada 2016-17 llegó a España para jugar en clubes españoles de Tercera y Segunda División B de la zona de Madrid como la RSD Alcalá y la U. D. Sanse.
En enero de 2018 firmó con el Lorca F. C. para jugar en su filial de Tercera División, pero llegó a jugar dos partidos con el primer equipo en la Segunda División, debutando en La Romareda, donde fue expulsado. Tras el descenso administrativo del club murciano, firmó con el C. D. Teruel con el que jugaría la temporada 2018-19 en el Grupo III de la Segunda División B de España.
En julio de 2019 se confirmó el traspaso del jugador al Real Zaragoza para las siguientes cuatro temporadas. En enero de 2020 fue cedido al C. D. Badajoz de la Segunda División B hasta el 30 de junio. En septiembre fue el C. D. Numancia, también de la Segunda División B, quien logró su cesión durante la temporada 2020-21. El 25 de enero de 2021 se anunció el fin de la cesión al equipo soriano y su préstamo hasta final de temporada al C. F. Badalona. Acumuló una nueva cesión de cara al curso 2021-22, siendo en esta ocasión el Hércules C. F. su destino. Tras esta última cesión, Real Zaragoza y jugador acordaron la rescisión de su contrato.
En agosto de 2022 se marchó a Noruega para jugar en el Sandefjord hasta el año 2024. Sin embargo, un año después de su llegada fichó por el Club Africain.
En septiembre de 2024 fichó por el Raja Casablanca marroquí.

## Clubes
| Club                             | País              | Año       |
| -------------------------------- | ----------------- | --------- |
| Akonangui F. C.                  | Guinea Ecuatorial | 2013-2014 |
| Sony de Elá Nguema               | Guinea Ecuatorial | 2015-2016 |
| R. S. D. Alcalá                  | España            | 2017      |
| U. D. Sanse                      | España            | 2017-2018 |
| Lorca F. C. "B"                  | España            | 2018      |
| Lorca F. C.                      | España            | 2018      |
| C. D. Teruel                     | España            | 2018-2019 |
| Real Zaragoza                    | España            | 2019-2022 |
| C. D. Badajoz (cedido)           | España            | 2020      |
| C. D. Numancia de Soria (cedido) | España            | 2020-2021 |
| C. F. Badalona (cedido)          | España            | 2021      |
| Hércules C. F. (cedido)          | España            | 2021-2022 |
| Sandefjord                       | Noruega           | 2022-2023 |
| Club Africain                    | Túnez             | 2023-2024 |
| Raja Casablanca                  | Marruecos         | 2024-2025 |

## Vida personal
Su padre era ecuatoguineano, y su madre camerunesa. Cuando tenía quince años, sus padres murieron en un accidente de tráfico. Para ayudar a mantener a su familia, decidió abandonar los estudios, y trabajó de albañil y de carpintero, para finalmente convertirse en futbolista. Bikoro es cristiano devoto.